# Roone Arledge
Roone Arledge (Queens, 8 luglio 1931 – New York, 5 dicembre 2002) è stato un dirigente sportivo statunitense, presidente di ABC Sports dal 1968 al 1986 e di ABC News dal 1977 al 1998.

## Biografia
Nato a Forest Hills, Queens, New York City, figlio di Gertrude (nata Stritmater) e dell'avvocato Roone Pinckney Arledge, Roone Arledge crebbe a Merrick e frequentò la Wellington C. Mepham High School a Long Island. Arledge ha creato molti programmi in onda ancora oggi, come Monday Night Football, ABC World News Tonight, Nightline e 20/20. John Heard lo ha interpretato nel film del 2002 Monday Night Mayhem. Nel 1997 Arledge ha vinto il Walter Cronkite Award for Excellence in Journalism.

### ABC Sports
Nonostante i valori di produzione che aveva portato al football universitario NCAA, Scherick desiderava una programmazione sportiva a basso costo (cioè con diritti di trasmissione economici) in grado di attrarre e fidelizzare il pubblico. Gli venne l'idea di trasmettere eventi di atletica leggera sponsorizzati dall'Amateur Athletic Union. Sebbene gli americani non fossero esattamente fan delle competizioni di atletica leggera, Scherick era convinto che comprendessero il concetto di gioco.
Così, nel gennaio 1961, Scherick convocò Arledge nel suo ufficio e gli chiese di partecipare all'incontro annuale del consiglio di amministrazione dell'AAU. Mentre si stringevano la mano, Scherick gli disse: “se l'atmosfera sembrasse favorevole, potresti concludere un accordo per trasmettere gli eventi AAU su ABC?” Sembrava un compito arduo, ma come Scherick affermò anni dopo, "Roone era un gentile e io non lo ero." Arledge tornò con un accordo per trasmettere su ABC tutti gli eventi AAU per 50.000 dollari all'anno.
Successivamente, Scherick e Arledge dividero la loro lista degli sponsor del football universitario NCAA. Quindi, telefonarono ai loro sponsor e dissero, in poche parole: "Fate pubblicità al nostro nuovo programma sportivo in arrivo ad aprile, altrimenti dimenticatevi di acquistare spot sul football universitario NCAA quest'autunno." I due riuscirono a convincere un numero sufficiente di sponsor a fare pubblicità, anche se ci vollero fino all'ultimo giorno del termine imposto dalla programmazione di ABC per ottenerlo.
Wide World of Sports si adattava perfettamente ai piani di Scherick. Sfruttando la rapidità dei trasporti aerei a reazione e la flessibilità del videotape, Scherick riuscì a ridurre i vantaggi che NBC e CBS avevano nelle trasmissioni in diretta degli eventi sportivi. In quell'epoca, con le comunicazioni ben lontane dall'essere così universali come oggi, ABC poteva registrare gli eventi su videotape per poi trasmetterli in seguito, senza il timore che il pubblico scoprisse in anticipo i risultati.

## Pubblicazioni
- (EN) Roone Arledge, Roone, New York, Harper-Collins Publishers, 2003, ISBN 9780060197339.